# Seznam islandskih pevcev
Seznam islandskih pevcev.

## B
- Björk (Guðmundsdóttir)
- Hera Björk
- Selma Björnsdóttir
- Stony Blyden

## E
- Ágústa Eva Erlendsdóttir

## D
- Daði Freyr (Pétursson)

## H
- Daníel Ágúst Haraldsson
- Eiríkur Hauksson
- Hafdís Huld

## I
- Eythor Ingi

## J
- Jóhanna Guðrún Jónsdóttir
- Jónsi (Jon Thor Birgisson)

## N
- Silvía Nótt

## O
- María Ólafsdóttir

## S
- Jón Jósep Snæbjörnsson
- Greta Salóme Stefánsdóttir

## T
- Emiliana Torrini

## V
- Halla Vilhjálmsdóttir